# ناحیه ایلینوی، شهرستان پوپ، آرکانزاس
ناحیه ایلینوی، شهرستان پوپ، آرکانزاس (به انگلیسی: Illinois Township) یک منطقهٔ مسکونی در ایالات متحده آمریکا است که در شهرستان پوپ، آرکانزاس واقع شده‌است. ناحیه ایلینوی ۲۵٬۸۴۱ نفر جمعیت دارد و ۱۰۶٫۹۹ متر بالاتر از سطح دریا واقع شده‌است.